# Marguerita Fuentealba
Marguerita Fuentealba – australijska judoczka.
Srebrna medalistka mistrzostw Oceanii w 1985. Wicemistrzyni Australii w 1983 i 1985 roku.